# Aéroports de Londres
 (décembre 2018).
Si vous disposez d'ouvrages ou d'articles de référence ou si vous connaissez des sites web de qualité traitant du thème abordé ici, merci de compléter l'article en donnant les références utiles à sa vérifiabilité et en les liant à la section « Notes et références ».

L'agglomération de Londres est desservie par six aéroports principaux (classés par ordre d'importance) et un aéroport secondaire :

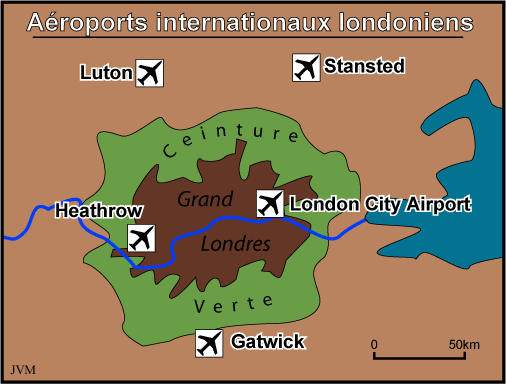
Carte de situation des aéroports de Londres (sans Londres Southend).

- l'aéroport de Londres Heathrow (code IATA : LHR), qui est le plus important du Royaume-Uni ;
- l'aéroport de Londres Gatwick (LGW), le deuxième plus important du pays ;
- l'aéroport de Londres Stansted (STN), le 3e plus important de l'agglomération et 4e du pays ;
- l'aéroport de Londres Luton (LTN), le 4e plus important de l'agglomération et 5e du pays ;
- l'aéroport de Londres City (LCY), qui dessert le quartier financier de la ville et doté d'une seule piste. Il est surtout utilisé par les voyageurs d'affaires ;
- l'aéroport de Londres Southend (SEN), le plus éloigné de la ville ;
- l'aéroport de Blackbushe (BBS), le 2e le plus éloigné de Londres, et le moins important de tous (aucune compagnie régulière).

## Homonymies
Aéroport de Londres peut se référer à l'un de ces deux aéroports :
- aéroport international de London, Ontario, Canada ;
- aérodrome d'Eday, Orcades, localement appelé aéroport de Londres.

## Cartographie
| Heathrow Gatwick Stansted Luton City Southend Blackbushe Denham Elstree Fairoaks Farnborough Lydd North Weald Redhill Rochester Stapleford White Waltham Wycombe RAF Northolt Damyns Hall Biggin Hill Oxford Héliport |

## Histoire
Historiquement l'aérodrome de Hendon (en) a été le premier terrain d'aviation de la capitale britannique. Mis en service en 1911, il est devenu en 1916 un aérodrome militaire. C'est donc l'aérodrome d'Hounslow qui fut utilisé par les premières liaisons aériennes au départ ou à destination de Londres à la fin de la Première Guerre mondiale ayant été redonné à un usage civil par la Royal Air Force (RAF). Son dernier vol en partira le 27 mars 1920.
Le 29 mars 1920, débuta le transfert des vols commerciaux de Hounslow vers l'aéroport de Croydon, dont l'inauguration officielle n'eut lieu que le 31 mars 1921. Dès le milieu des années 1930, Croydon se révéla insuffisant et le 6 juin 1936 fut inauguré l'aéroport de Gatwick sur l'emplacement d'un aérodrome datant de 1930. Hendon et Croydon ferment respectivement en 1968 et en 1959. Trop petit et trop proche des zones urbaines pour s'agrandir, l'aéroport de Croydon était condamné.
Le graphique qui aurait dû être présenté ici ne peut pas être affiché car il utilise l'ancienne extension Graph, désactivée pour des questions de sécurité. Des indications pour créer un nouveau graphique avec la nouvelle extension Chart sont disponibles ici.

Voir la requête brute et les sources sur Wikidata.

## Développement
L'aéroport de Blackbushe était en 1942 une base de la Royal Air Force exploitée sous le nom de RAF Hartford Bridge, puis de RAF Blackbushe. Le changement de nom intervint en 1944.
Le terrain est renommé Blackbushe Airport après la fermeture de la base de la Royal Air Force le 15 novembre 1946. Ce terrain sert aux Douglas C-47 Skytrain pendant le Blocus de Berlin de 1948 à 1949. L'US Navy s'en sert comme aéroport de transit dans les années 1950.
L'aéroport de Londres-Heathrow a été désigné en 1944 comme principal aéroport de développement de Londres, après une projection comparative avec l'aéroport de Blackbushe (distant d'environ 30 km, toujours en service).
Le 31 mai 1946, l'aéroport de Heathrow fut ouvert au trafic commercial et une nouvelle aérogare fut inaugurée à Gatwick le 9 juin 1958. L'aéroport de Croydon a fermé ses portes le 30 septembre 1959.